# Van Weerst
Van Weerst, ook wel Van Werst genoemd, is een Nederlands oud adellijke familie die uit het Belgische Weerst afkomstig is. Later gingen familieleden in Brunssum wonen.

## Geschiedenis
Thijs van Weerst (soon van Bruijnshem) was in 1381 leenbezitter van het Douvengoed, 15 bunder groot, in Brunssum. Het Douvengoed was een Valkenburgs leengoed dat nabij het Bexhuis lag. Hierna werd Jan I van Werst in 1442 met dit goed beleend, dat hij op 13 december 1444 verhief.
Rond 1445 huwde jonker Jan II van Werst met Margaretha Hoen van Spaubeek, dochter van heer Daniël I Hoen. Daniël erde de Bovenste en Onderste Hof in Brunssum van zijn vader. Dit goed stond bekend als het Rosgoed, ook wel Rozengaard. Dit goed, aan de kyrcke van Brunssum gelegen, ging als bruidsschat over Jan II van Werst. Jan II verhief het goed, dat bestond uit een huisweide gelegen bij de kerk van Brunssum en nog 11 bunder land, twee bunder akkerland en een bunder beemd als Valkenburgs leengoed op 1 december 1470. Door dit huwelijk werd Jan II van Werst in 1470 heer van de heerlijkheden Gerdingen en Nieuwstadt bij Bree in het graafschap Loon, tegenwoordig liggen deze plaatsen in België. Jan II en Margaretha bewoonden de Hof van Weerst in Weerst, waar hun kinderen werden geboren.
Toen Jan II van Werst stierf, erfden Jan III en Daniël van Werst het Rosgoed met al het land. Na het overlijden van Jan III kwam het in bezit van Ulrick III (de Oude) van Werst, die reeds Gerdingen en Nieuwstadt van zijn vader had geërfd.
Ulrick de Oude (+1525) was naast heer ook grootgrondbezitter en was gehuwd met Aleidis Huyn van Amstenrade. Naast drie dochters hadden zij een zoon, Ulrick IV (de Jonge) van Werst.
Ulrick de Jonge (+1538) volgde zijn vader op als heer van Gerdingen en Nieuwstadt en was gehuwd met Maria Sprewarts hadden samen een zoon die voor 1538 was overleden. Ook hadden zij drie dochters:
- Anna, gehuwd met Jan Clutt de Oude van Brunssum
- Aleijda, gehuwd met Hendrik I van Eynatten
- Getrudis, gehuwd met Gerard van Hulsberg, genaamd Schaloen

Omdat er geen mannelijke nazaten waren, stierf het geslacht van Weerst in mannelijke lijn, met het overlijden van Ulrick de Jonge, in 1538 uit. De vrouwelijke lijn stierf, met het overlijden van Aleijda van Werst, in 1614 uit.

## Foutieve basis
In 1992 publiceerde Albert van Wersch in zijn boek 800 Jaar van Wersch dat de verwijzing naar Thijs en Jan van Werst verkeerd uit het Dobbelsteijnregisters zijn afgelezen. De ingeschrevenen waren Thijs en Jan Voerst. In dit boek komt het geslacht van Werst pas omstreeks 1444 in Brunssum voor.

## Trivia
- Brunssum kent een Jonker van Weerststraat.